# 舒氏小鱸
舒氏小鱸為輻鰭魚綱鱸形目鱸亞目河鱸科的其中一種，分布於加拿大哈德遜灣至美國五大湖、密西西比河等流域，體長可達7.8公分，棲息在岩石底質、流速快的溪流。